# Jean-Marc Eychenne

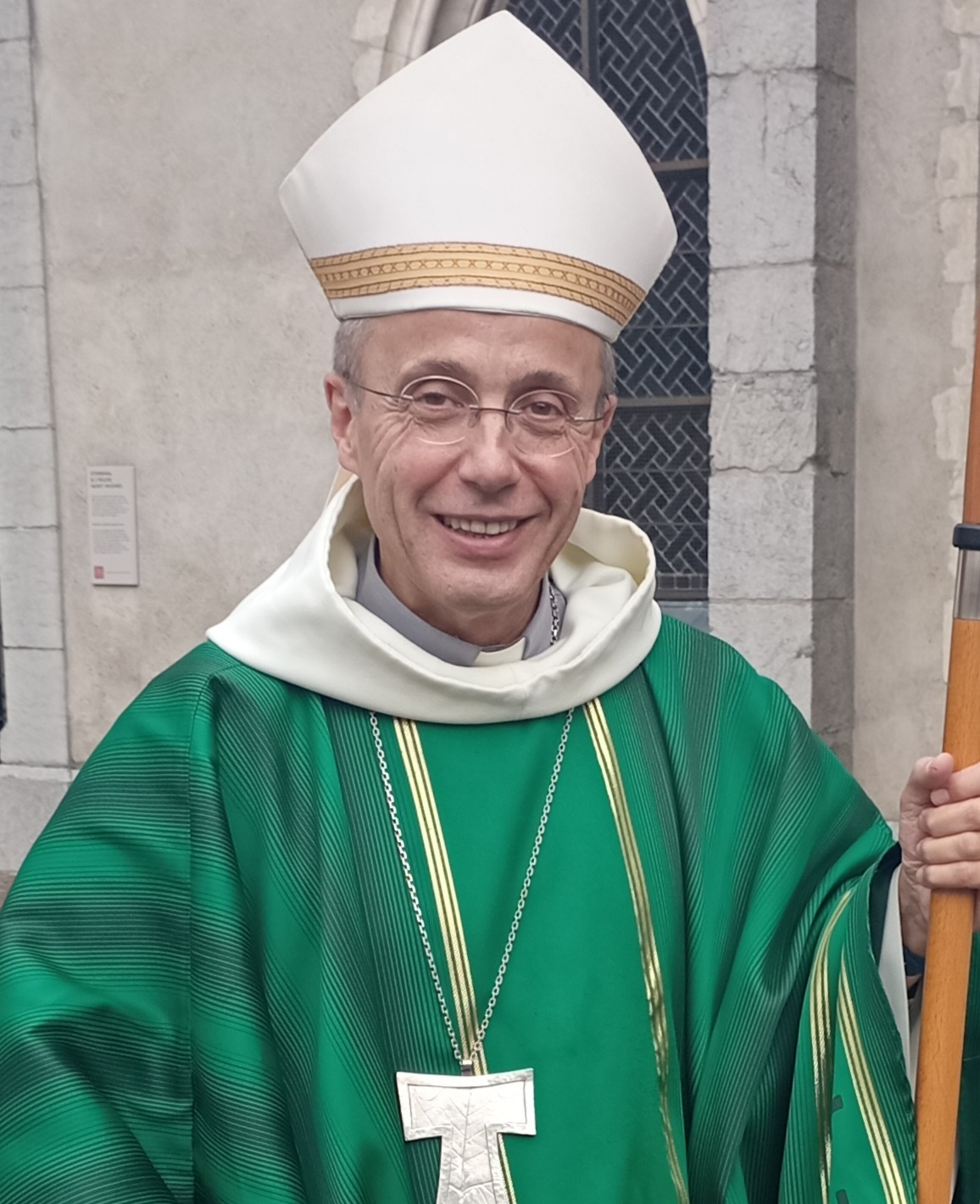
Jean-Marc Eychenne, 2022

Jean-Marc Eychenne (* 2. November 1956 in Pamiers) ist ein französischer Geistlicher und römisch-katholischer Bischof von Grenoble-Vienne.

## Leben
Jean-Marc Eychenne begann an der Universität Paris 1 Panthéon-Sorbonne mit dem Philosophiestudium. Nach dem Eintritt in die Priestergemeinschaft Sankt Martin setzte er seine Studien in Genua fort. Er empfing am 4. Juli 1982 das Sakrament der Priesterweihe für das Erzbistum Genua. Anschließend war er bis 1985 Novizenmeister der Priestergemeinschaft. Nach weiteren Studien erwarb er 1986 an der Universität Freiburg das Lizenziat in Theologie und war anschließend in der Priesterausbildung seiner Gemeinschaft in Genua tätig.
Im Jahr 1987 übernahm er eine Aufgabe in der Pfarrseelsorge im Bistum Orléans, wo er von 1989 bis 1995 Bischofsvikar für die Jugendseelsorge war. Im Jahr 1994 wurde er in den Klerus des Bistums Orléans inkardiniert. Von 1995 bis 2004 war er Pfarrer in Saint-Yves de la Source und anschließend bis 2008 Bischofsvikar für die Seelsorgeregion Val de Loire und Sologne. Von 2008 bis 2014 war er Generalvikar des Bistums Orléans.
Am 17. Dezember 2014 ernannte ihn Papst Franziskus zum Bischof von Pamiers. Die Bischofsweihe spendete ihm der Erzbischof von Toulouse, Robert Le Gall OSB, am 15. Februar des folgenden Jahres. Mitkonsekratoren waren der Bischof von Orléans, Jacques Blaquart, und sein Amtsvorgänger Philippe Mousset, Bischof von Périgueux.
Papst Franziskus bestellte ihn am 14. September 2022 zum Bischof von Grenoble-Vienne. Die Amtseinführung erfolgte am 22. Oktober desselben Jahres.